# Ventrifossa divergens
Ventrifossa divergens és una espècie de peix de la família dels macrúrids i de l'ordre dels gadiformes.

## Morfologia
- Els mascles poden assolir 30 cm de llargària total.[1][2]

## Hàbitat
És un peix d'aigües profundes que viu entre 183-772 m de fondària, tot i que, normalment, ho fa entre 350-550.

## Distribució geogràfica
Es troba a Sud-àfrica, Moçambic, el sud del Japó, Taiwan, el Mar de la Xina Meridional (a prop de Hong Kong), les Filipines i Borneo.